# Concurs d'esmaixades de l'NBA
El concurs d'esmaixades de l'NBA és una competició en la qual els participants intenten mostrar al públic les seves millors esmaixades. Va ser inaugurat per l'ABA en l'All-Star Game (partit de les estrelles) de 1976 a Denver, just quan es van permetre les esmaixades en l'NCAA. Això va permetre als jugadors mostrar les seves habilitats picant la cistella per a intentar batre els seus rivals. De totes maneres, aquest concurs va durar poc, perquè l'ABA es va fusionar amb l'NBA l'any següent. L'NBA va crear el seu propi concurs donada la popularitat de les esmaixades.
El primer concurs d'esmaixades de l'ABA el va guanyar Julius Erving, tot un especialista en la matèria.

## Campions anteriors
- 2014 (New Orleans) – John Wall, Washington Wizards
- 2013 (Houston) – Terrence Ross, Toronto Raptors
- 2012 (Orlando) – Jeremy Evans, Utah Jazz
- 2011 (Los Angeles) – Blake Griffin, Los Angeles Clippers
- 2010 (Dallas) – Nate Robinson, New York Knicks
- 2009 - Nate Robinson, New York Knicks
- 2008 - Dwight Howard, Orlando Magic
- 2007 - Gerald Green, Boston Celtics
- 2006 - Nate Robinson, New York Knicks
- 2005 - Josh Smith, Atlanta Hawks
- 2004 - Fred Jones, Indiana Pacers
- 2003 - Jason Richardson, Golden State Warriors
- 2002 - Jason Richardson, Golden State Warriors
- 2001 - Desmond Mason, Seattle SuperSonics
- 2000 - Vince Carter, Toronto Raptors
- 1999 - Cancel·lat per falta de jugadors
- 1998 - No hi va haver concurs
- 1997 - Kobe Bryant, Los Angeles Lakers
- 1996 - Brent Barry, Los Angeles Clippers
- 1995 - Harold Miner, Miami Heat
- 1994 - Isaiah Rider, Minnesota Timberwolves
- 1993 - Harold Miner, Miami Heat
- 1992 - Cedric Ceballos, Phoenix Suns
- 1991 - Dee Brown, Boston Celtics
- 1990 - Dominique Wilkins, Atlanta Hawks
- 1989 - Kenny Walker, New York Knicks
- 1988 - Michael Jordan, Chicago Bulls
- 1987 - Michael Jordan, Chicago Bulls
- 1986 - Spud Webb, Atlanta Hawks
- 1985 - Dominique Wilkins, Atlanta Hawks
- 1984 - Larry Nance, Phoenix Suns